# Patricio Morales Fernández
Patricio Morales Fernández (Santiago; 7 de septiembre de 1986) es un politólogo, columnista, diplomático y político chileno.  Es integrante del Partido Liberal de Chile, además de haber sido su presidente entre los años 2021 y 2023.  Desde junio de 2024 es el Embajador de Chile en Uruguay y ante la ALADI y el Mercosur.

## Familia y estudios
Nacido en La Reina, Región Metropolitana, es hijo de Patricio Morales Bencini y María Fernández Albornoz. Tiene dos hermanos, está casado y tiene dos hijas.
Entre 2005 y 2010 realizó sus estudios superiores en la carrera de ciencia política en la Universidad Central de Chile. Entre 2010 y 2012 realizó el programa conjunto de maestría en Políticas Públicas en la Facultad de Economía y Negocios de la Universidad de Chile y la Harris School of Public Policy de la Universidad de Chicago de Estados Unidos.

## Trayectoria profesional
En 2007 fundó junto a otros investigadores el Centro de Análisis e Investigación Política, CAIP. Entre 2011 y el 2014 fue su subdirector a cargo del desarrolló de investigación social, libros académicos, revistas científicas como la Revista Pléyade, encuestas de opinión y actividades académicas.

## Trayectoria política
En 2013 junto a Vlado Mirosevic fundó el Partido Liberal de Chile, desempeñando los roles de coordinador de la bancada legislativa del partido en el Congreso Nacional entre 2014 y 2021. Además, fue presidente del Partido Liberal entre 2021 y 2023. 
Durante el proceso constituyente en Chile, fue crítico de la propuesta constitucional presentada en julio de 2022. Como presidente del Partido Liberal impulsó la opción Apruebo "para reformar" en el plebiscito de ese año, lo que derivó en un acuerdo político entre los partidos políticos del gobierno del presidente Gabriel Boric para presentar un paquete de reformas al texto constitucional si este era aprobado.
El 10 de marzo de 2023 renunció a la presidencia del Partido Liberal de Chile a raíz del segundo cambio de gabinete del presidente Gabriel Boric. Que implicó la salida de Juan Carlos García del Ministerio de Obras Públicas.
En junio de 2024, fue nombrado por el presidente Gabriel Boric como embajador de Chile ante Uruguay y ante la ALADI.

## Carrera mediática
Morales ha participado como columnista y panelista en diversos medios de comunicación chilenos, como La Tercera, el Diario Financiero, o la Radio ADN.